# Opiętek złotawy
Opiętek złotawy (Agrilus subauratus) – gatunek chrząszcza z rodziny bogatkowatych i podrodziny Agrilinae.

## Taksonomia
Gatunek ten opisany został po raz pierwszy w 1833 roku przez Friedricha-Augusta von Geblera pod nazwą Buprestis subauratus.

## Morfologia
Chrząszcz o mocno wydłużonym ciele długości od 7 do 10 mm. Jest wyraźnie dwubarwny. Głowa i przedplecze są niebieskie, niebieskozielone lub zielone, pokrywy zaś złociste, miedzianozłote lub miedziane. Głowa zaopatrzona jest w duże oczy niemal stykające się z przednią krawędzią przedplecza. Przedplecze ma podwójną krawędź boczną. Tarczka pozbawiona jest poprzecznego żeberka lub jest ono słabo dostrzegalne. Powierzchnię pokryw równomiernie porastają ciemne, trudno dostrzegalne włoski, wskutek czego wydają się one być nagie. Odwłok ma rowek wzdłuż krawędzi ostatniego widocznego sternitu przy wierzchołku odgięty do wewnątrz.

## Ekologia i występowanie
Owad ten zasiedla wilgotne pobrzeża lasów i liściaste zarośla. Kambiofagiczne larwy przechodzą rozwój w topoli osice i wierzbach, w tym iwie, wierzbie purpurowej i wierzbie uszatej. Osobniki dorosłe obserwuje się od czerwca do sierpnia.
Gatunek palearktyczny, znany z Francji, Belgii, Niemiec, Szwajcarii, Austrii, Włoch, Danii, Szwecji, Finlandii, Łotwy, Litwy, Polski, Czech, Słowacji, Węgier, Białorusi, Ukrainy, Rumunii, Bułgarii, Słowenii, Bośni i Hercegowiny, Serbii, Czarnogóry, Albanii, Macedonii Północnej oraz europejskiej i syberyjskiej części Rosji (na północ po Karelię). Na „Czerwonej liście gatunków zagrożonych Republiki Czeskiej” umieszczony jest jako gatunek narażony na wymarcie (VU). 